# Чемпионат Европы по летнему биатлону 2010

Эмблема турнира

Открытый чемпионат Европы по летнему биатлону 2010 прошёл в словацком Осрблье с 11 по 15 августа 2010 года. Было разыграно 10 комплектов медалей (5 — взрослые и 5 — юниоры).

## Расписание
| Дата            | Время (UTC+2) | Гонка                              | Категория участников |
| --------------- | ------------- | ---------------------------------- | -------------------- |
| 13 августа 2010 | 10:00:00      | Спринт 4 км, мужчины               | взрослые             |
| 13 августа 2010 | 10:00:00      | Спринт 4 км, мужчины               | юниоры               |
| 13 августа 2010 | 14:00:00      | Спринт 3 км, женщины               | взрослые             |
| 13 августа 2010 | 14:00:00      | Спринт 3 км, женщины               | юниоры               |
| 14 августа 2010 | 10:00:00      | Гонка преследования 6 км, мужчины  | взрослые             |
| 14 августа 2010 | 10:45:00      | Гонка преследования 6 км, мужчины  | юниоры               |
| 14 августа 2010 | 14:00:00      | Гонка преследования 5 км, женщины  | взрослые             |
| 14 августа 2010 | 14:45:00      | Гонка преследования 5 км, мужчины  | юниоры               |
| 15 августа 2010 | 10:00:00      | Смешанная эстафета 2×3 км + 2×4 км | взрослые             |
| 15 августа 2010 | 10:00:00      | Смешанная эстафета 2×3 км + 2×4 км | юниоры               |

## Призёры

### Взрослые
| Гонка:                                             | Золото:                                                                     | Время                                    | Серебро:                                                                     | Время                                             | Бронза:                                                                      | Время                                               |
| Спринт, 4 км мужчины 13 августа 2010               | Матей Казар · Словакия                                                      | 13.50,6 (2+1)                            | Максим Адиев · Россия                                                        | +0,4 (1+1)                                        | Иван Панченко · Россия                                                       | +12,5 (0+2)                                         |
| Гонка преследования, 6 км мужчины 14 августа 2010  | Матей Казар · Словакия                                                      | 22.41,7 (0+1+1+2)                        | Алексей Катренко · Россия                                                    | +38,9 (1+2+3+2)                                   | Максим Адиев · Россия                                                        | +47,9 (1+1+1+3)                                     |
| Спринт, 3 км женщины 13 августа 2010               | Ирина Леухина · Россия                                                      | 12.11,7 (0+0)                            | Яна Герекова · Словакия                                                      | +27,9 (1+0)                                       | Ольга Прокопьева · Россия                                                    | +37,9 (1+0)                                         |
| Гонка преследования, 5 км женщины 14 августа 2010  | Ирина Леухина · Россия                                                      | 22.27,2 (0+1+0+1)                        | Ольга Прокопьева · Россия                                                    | +1.07,3 (2+1+0+0)                                 | Светлана Крикончук · Украина                                                 | +1.19,0 (0+1+0+1)                                   |
| Смешанная эстафета 2×3 км + 2×4 км 15 августа 2010 | Россия · Ирина Леухина · Ольга Прокопьева · Максим Адиев · Алексей Катренко | 52.21,4 (0+1)(0+0) (0+2)(0+3) (0+1)(0+2) | Украина · Светлана Крикончук · Татьяна Трачук · Назарий Бурик · Андрей Богай | +47,9 (0+0)(0+0) (0+3)(0+0) (0+0)(0+1) (0+0)(0+0) | Словакия · Яна Герекова · Наталия Прекопова · Мирослав Матяшко · Матей Казар | +1.02,9 (0+3)(0+2) (0+0)(0+0) (0+0)(1+3) (1+3)(0+0) |

### Юниоры
| Гонка:                                             | Золото:                                                                       | Время                                               | Серебро:                                                              | Время                                               | Бронза:                                                               | Время                                               |
| Спринт, 4 км мужчины 13 августа 2010               | Артём Лещенко · Беларусь                                                      | 14.17,7 (1+0)                                       | Томаш Гасилла · Словакия                                              | +5,9 (0+1)                                          | Антон Бабиков · Россия                                                | +18,9 (2+3)                                         |
| Гонка преследования, 6 км мужчины 14 августа 2010  | Артём Лещенко · Беларусь                                                      | 23.39,6 (0+0+2+0)                                   | Владислав Вакорин · Россия                                            | +17,5 (1+1+0+0)                                     | Антон Бабиков · Россия                                                | +55,7 (1+1+2+3)                                     |
| Спринт, 3 км женщины 13 августа 2010               | Татьяна Трачук · Украина                                                      | 12.11,7 (0+1)                                       | Алёна Шиленко · Россия                                                | +20,5 (1+0)                                         | Татьяна Казакова · Россия                                             | +42,8 (1+1)                                         |
| Гонка преследования, 5 км женщины 14 августа 2010  | Моника Хойниш · Польша                                                        | 25.56,7 (1+1+1+1)                                   | Татьяна Трачук · Украина                                              | +22,4 (2+3+2+2)                                     | Луиза Дмитриева · Россия                                              | +36,0 (4+2+2+0)                                     |
| Смешанная эстафета 2×3 км + 2×4 км 15 августа 2010 | Россия · Татьяна Казакова · Алёна Шиленко · Антон Бабиков · Владислав Вакорин | 55.10,2 (0+0)(0+2) (0+1)(0+1) (0+3)(3+3) (0+1)(0+1) | Польша · Зузанна Смолец · Моника Хойниш · Матеуш Завол · Рафал Лепель | +1.26,9 (0+0)(0+1) (0+1)(0+3) (1+3)(2+3) (0+0)(0+1) | Румыния · Река Ференц · Диана Михалаке · Ремус Фаур · Роланд Джербача | +3.05,2 (0+0)(0+0) (2+3)(0+2) (0+0)(0+1) (0+1)(0+3) |

## Медальный зачёт

### Общий
| Место | Страна   | Gold medal icon.svg | Silver medal icon.svg | Bronze medal icon.svg | Всего |
| ----- | -------- | ------------------- | --------------------- | --------------------- | ----- |
| 1     | Россия   | 4                   | 5                     | 7                     | 16    |
| 2     | Словакия | 2                   | 2                     | 1                     | 5     |
| 3     | Беларусь | 2                   | 0                     | 0                     | 2     |
| 4     | Украина  | 1                   | 2                     | 1                     | 4     |
| 5     | Польша   | 1                   | 1                     | 0                     | 2     |
| 6     | Румыния  | 0                   | 0                     | 1                     | 1     |

### Взрослые
| Место | Страна   | Gold medal icon.svg | Silver medal icon.svg | Bronze medal icon.svg | Всего |
| ----- | -------- | ------------------- | --------------------- | --------------------- | ----- |
| 1     | Россия   | 3                   | 3                     | 3                     | 9     |
| 2     | Словакия | 2                   | 1                     | 1                     | 4     |
| 3     | Украина  | 0                   | 1                     | 1                     | 2     |

### Юниоры
| Место | Страна   | Gold medal icon.svg | Silver medal icon.svg | Bronze medal icon.svg | Всего |
| ----- | -------- | ------------------- | --------------------- | --------------------- | ----- |
| 1     | Беларусь | 2                   | 0                     | 0                     | 2     |
| 2     | Россия   | 1                   | 2                     | 4                     | 7     |
| 3     | Украина  | 0                   | 1                     | 1                     | 2     |
| 3     | Польша   | 0                   | 1                     | 1                     | 2     |
| 5     | Словакия | 0                   | 1                     | 0                     | 1     |
| 6     | Румыния  | 0                   | 0                     | 1                     | 1     |